# 希腊裔美国人
希腊裔美国人（英語：Greek American，Ellinoamerikanoi），指具有希腊血统的美国人。按照2010年美国人口调查局估计， 美国有超过140万名希腊裔美国人。美国国务院声称有3,000,000美国人声称为希腊后裔。2010年统计表明在大于五岁的希腊裔美国人中有321,444名在家使用希腊语。
希腊裔美国人主要集中于纽约都会区、芝加哥、底特律、波士顿、巴尔的摩、达拉斯、克里夫兰等地。佛罗里达州塔彭斯普林斯市为希腊裔美国人比例最高的地区。